# Affeltrangen
Affeltrangen (toponimo tedesco) è un comune svizzero di 2 513 abitanti del Canton Turgovia, nel distretto di Weinfelden.

## Storia
Nel 1995 Affeltrangen ha inglobato i comuni soppressi di Buch bei Märwil, Märwil e Zezikon. Fino al 2010 ha fatto parte del distretto di Münchwilen.

## Monumenti e luoghi d'interesse

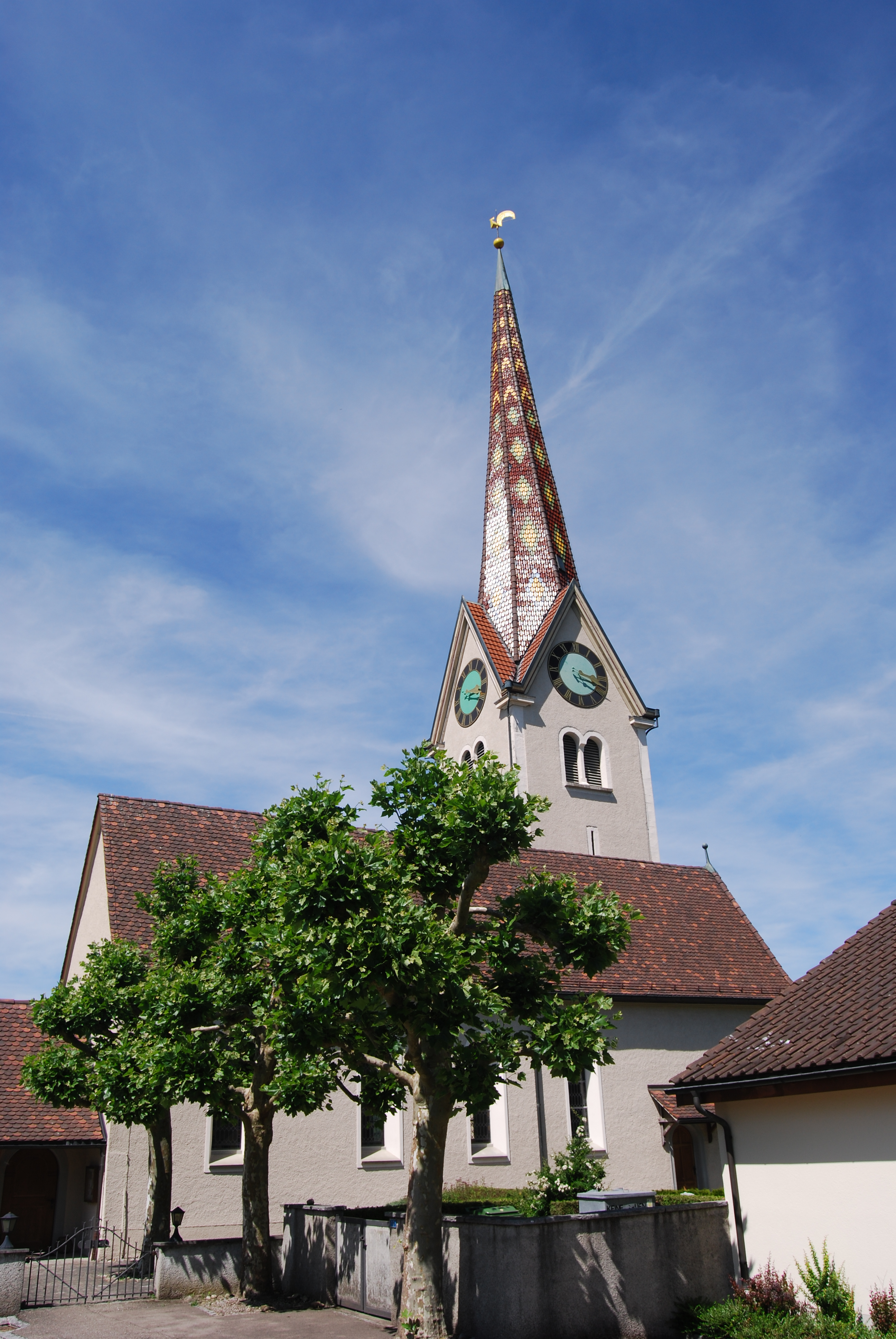
La chiesa riformata

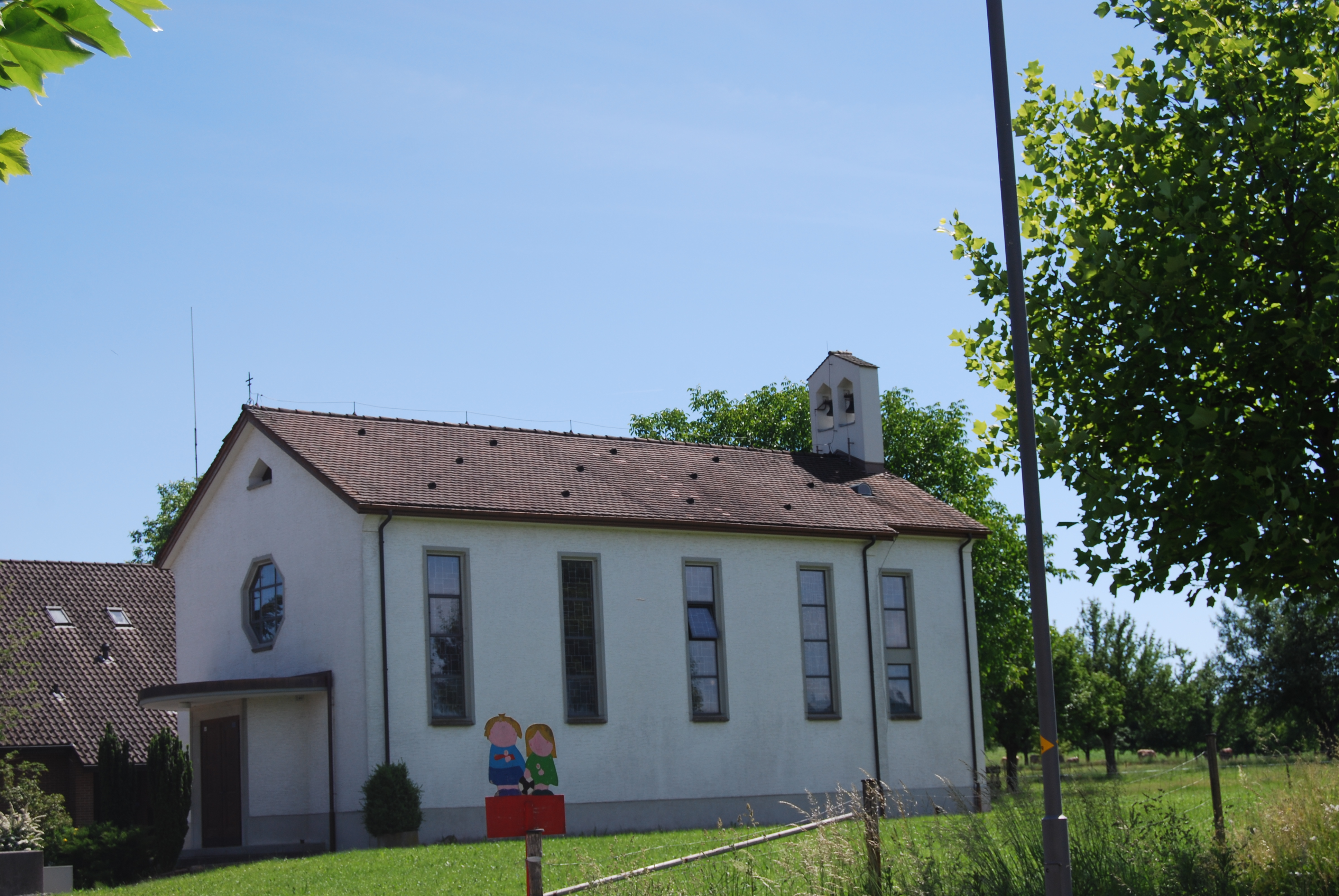
La cappella cattolica

- Chiesa riformata, paritaria fino al 1934[1];
- Cappella cattolica, eretta nel 1934[1].

## Società

### Evoluzione demografica
L'evoluzione demografica è riportata nella seguente tabella (con Buch bei Märwil, Märwil e Zezikon):
Abitanti censiti

## Geografia antropica

### Frazioni
- Bollsteg[1]
- Buch bei Märwil[3]
  - Azenwilen
  - Bohl
- Isenegg[1]
- Kreuzegg[1]
- Märwil[4]
  - Breite
  - Ghürst
  - Himmenreich
  - Langnau
- Nägelishub[1]
- Rüti[1]
- Zezikon[5]
  - Battlehausen
  - Kaltenbrunnen
  - Maltbach
  - Wildern

## Amministrazione
Ogni famiglia originaria del luogo fa parte del cosiddetto comune patriziale e ha la responsabilità della manutenzione di ogni bene ricadente all'interno dei confini del comune.

## Infrastrutture e trasporti
È servito dalle stazioni di Tobel-Affeltrangen e di Märwil sulla ferrovia Mittelthurgaubahn.